# 瑶湖东站
瑶湖东站位于中华人民共和国江西省南昌市南昌县高新区厚浦街（新月路）与杨桥路（蜚英路）交叉口，是南昌地铁1号线的地铁车站。

## 车站结构
瑶湖东站为地下二层岛式站台车站，站台宽度11米，车站总长265.1米，车站宽度19.7米，出入口3个；车站总建筑面积13016.14平方米，其中地上382.71平方米，地下12633.43平方米。。
车站为单柱双跨，共设4个出入口其中1个为预留。

### 楼层
| 地面     |                    | 出入口                       |  |  |
| 地下一层 | 站厅               | 自动售票机、客服中心         |  |  |
| 地下二层 |                    | █ 1号线 往昌北机场（瑶湖西） |  |  |
|          | 岛式站台，左侧开门 |                              |  |  |
|          |                    | █ 1号线 往麻丘（终点站）     |  |  |

### 出入口
| 编号                   | 指示                   | 照片 | 建议前往的目的地                                   |
| ---------------------- | ---------------------- | ---- | -------------------------------------------------- |
| 出口 · 2L · 升降机标志 | 厚浦街北侧，杨桥路东侧 |      | 紫阳东大道、瑶湖郊野森林公园                       |
| 出口 · 3L              | 厚浦街北侧，杨桥路西侧 |      | 华邦观湖别院、紫阳东大道、宝塔路、瑶湖郊野森林公园 |
| 出口 · 4L              | 厚浦街南侧             |      | 文苑路                                             |
| 註： 設有              |                        |      |                                                    |

## 历史
2021年8月底，车站开工。
2022年10月27日，车站封顶。
2022年12月31日，瑶湖东站至麻丘站（瑶—麻区间）左线率先贯通；2023年1月15日右线跟进贯通。左线长1438.637米，右线长1437.101米。
2023年2月28日瑶湖东站—瑶湖西站区间（瑶瑶区间） 左线“先锋一号”盾构始发
2023年3月17日瑶瑶区间右线隧道“先锋二号”盾构机顺利始发
2023年6月22日左线正式下穿瑶湖水域
2023年9月19日长2043.123米左线贯通至瑶湖西站接收井
2023年9月28日长2045.365米右线贯通实现双线洞通
2025年6月28日，车站随1号线东延段开通而启用。